# Superliga de Albania 2015-16
La Superliga de Albania 2015-16 (oficialmente y en albanés: Kategoria Superiore 2015-16) fue la 77ma edición de la máxima categoría de fútbol de Albania. Estuvo organizada por la Federación Albanesa de Fútbol y fue disputada por 10 equipos. Comenzó el 21 de agosto de 2015 y finalizó el 18 de mayo de 2016.
Skënderbeu Korçë se consagró campeón tras derrotar en la última fecha a Flamurtari Vlorë. Con este logro, alcanzó su séptima estrella en la categoría, el sexto de forma consecutiva. Sin embargo, el 23 de junio de 2017, poco más de un año después de la consagración, la Federación Albanesa de Fútbol decidió retirarle el título luego de que una Comisión investigadora comprobara las especulaciones contra el club por supuesto amaño de partidos, dejando vacante el cupo de campeón de la temporada hasta que exista una confirmación oficial por parte del organismo rector del fútbol albanés. Skënderbeu Korçë ya había sido sancionado también a mediados de 2016 por la UEFA, que lo excluyó de todas sus competiciones por un año tras las denuncias contra el club por incursionar en apuestas en partidos de la Liga de Campeones y la Liga Europa. Dicha sanción le significó, por ende, la expulsión de la Liga de Campeones 2016-17, a la que había clasificado por ser campeón de esta temporada.

## Ascensos y descensos
| Pos. | Descendidos de la Superliga |
| ---- | --------------------------- |
| 9.º  | Apolonia Fier               |
| 10.º | Elbasani                    |

| Pos.        | Ascendidos de 1.ª División |
| ----------- | -------------------------- |
| 1.º Grupo A | Tërbuni Pukë               |
| 1.º Grupo B | Bylis Ballsh               |

## Sistema de competición
Se disputaron 36 fechas bajo el sistema de todos contra todos, enfrentándose todos los equipos entre sí en cuatro oportunidades, alternando las localías rueda tras rueda, de forma tal que cada equipo enfrentó a sus rivales dos veces como local y dos como visitante.
La clasificación final se estableció a partir de los puntos obtenidos en cada encuentro, otorgando tres por partido ganado, uno por empatado y ninguno en caso de derrota. En caso de igualdad de puntos entre dos o más equipos, se aplicaron, en el mencionado orden, los siguientes criterios de desempate:
1. Mayor cantidad de puntos en los partidos entre los equipos implicados;
2. Mejor diferencia de goles en los partidos entre los equipos implicados;
3. Mayor cantidad de goles a favor en los partidos entre los equipos implicados;
4. Mejor diferencia de goles en toda la temporada;
5. Mayor cantidad de goles a favor en toda la temporada;
6. Sorteo.

Al finalizar el campeonato, el equipo que sumó más puntos se consagró campeón y como tal, disputó la segunda ronda previa de la Liga de Campeones de la UEFA 2016-17. A su vez, el subcampeón y el tercero accedieron a la primera ronda previa de la Liga Europa de la UEFA 2016-17. Por otro lado, los últimos dos equipos descendieron directamente a la Kategoria e Parë.

## Equipos participantes
| Equipo           | Ciudad  | Estadio         |
| ---------------- | ------- | --------------- |
| Bylis Ballsh     | Ballsh  | Adush Muça      |
| Flamurtari Vlorë | Vlorë   | Flamurtari      |
| Kukësi           | Kukës   | Zeqir Ymeri     |
| Laçi             | Laç     | Laçi            |
| Partizán         | Tirana  | Qemal Stafa     |
| Skënderbeu Korçë | Korçë   | Skënderbeu      |
| Tërbuni Pukë     | Pukë    | Ismail Xhemali  |
| Teuta Durrës     | Durrës  | Niko Dovana     |
| Tirana           | Tirana  | Selman Stërmasi |
| Vllaznia Shkodër | Shkodër | Loro Boriçi     |

| \| Condado \| N.º \| Equipos \| \| ------- \| --- \| ------------------------------ \| \| Shkodër \| 2 \| Tërbuni Pukë; Vllaznia Shkodër \| \| Tirana \| 2 \| Partizán; Tirana \| \| Durrës \| 1 \| Teuta Durrës \| \| Fier \| 1 \| Bylis Ballsh \| \| Korçë \| 1 \| Skënderbeu Korçë \| \| Kukës \| 1 \| Kukësi \| \| Lezhë \| 1 \| Laçi \| \| Vlorë \| 1 \| Flamurtari Vlorë \| |     |                                |
| Condado | N.º | Equipos                        |
| Shkodër | 2   | Tërbuni Pukë; Vllaznia Shkodër |
| Tirana | 2   | Partizán; Tirana               |
| Durrës | 1   | Teuta Durrës                   |
| Fier | 1   | Bylis Ballsh                   |
| Korçë | 1   | Skënderbeu Korçë               |
| Kukës | 1   | Kukësi                         |
| Lezhë | 1   | Laçi                           |
| Vlorë | 1   | Flamurtari Vlorë               |

## Clasificación
|  |     | Equipos           | PJ | PG | PE | PP | GF | GC | Dif | Pts |
|  | --- | ----------------- | -- | -- | -- | -- | -- | -- | --- | --- |
|  | 1.  | Skënderbeu Korçë1 | 36 | 25 | 4  | 7  | 73 | 27 | +46 | 79  |
|  | 2.  | Partizan          | 36 | 21 | 11 | 4  | 51 | 21 | +30 | 74  |
|  | 3.  | Kukësi            | 36 | 18 | 9  | 9  | 41 | 25 | +16 | 63  |
|  | 4.  | Teuta Durrës      | 36 | 18 | 9  | 9  | 43 | 28 | +15 | 63  |
|  | 5.  | Tirana            | 36 | 13 | 14 | 9  | 37 | 25 | +12 | 53  |
|  | 6.  | Vllaznia Shkodër  | 36 | 11 | 6  | 19 | 36 | 42 | -6  | 39  |
|  | 7.  | Laçi              | 36 | 8  | 12 | 16 | 30 | 48 | -18 | 36  |
|  | 8.  | Flamurtari Vlorë  | 36 | 9  | 11 | 16 | 34 | 44 | -10 | 352 |
|  | 9.  | Bylis Ballsh (D)  | 36 | 8  | 8  | 20 | 27 | 53 | -26 | 32  |
|  | 10. | Tërbuni Pukë (D)  | 36 | 4  | 6  | 26 | 22 | 81 | -59 | 18  |

|  | Clasificado para la segunda ronda previa de la Liga de Campeones 2016-17.                                      |
|  | Clasificado para la primera ronda previa de la Liga Europa 2016-17.                                            |
|  | Clasificado para la primera ronda previa de la Liga Europa 2016-17 como campeón de la Copa de Albania 2015-16. |
|  | Descendido a la Primera División.                                                                              |

| (C) Campeón    |
| (D) Descendido |

### Evolución de la clasificación
| Jornada / Equipo | 1  | 2  | 3  | 4  | 5  | 6  | 7  | 8  | 9  | 10 | 11 | 12 | 13 | 14 | 15 | 16 | 17 | 18 | 19 | 20 | 21 | 22 | 23 | 24 | 25 | 26 | 27 | 28 | 29 | 30 | 31 | 32 | 33 | 34 | 35 | 36 |
| Jornada / Equipo |    |    |    |    |    |    |    |    |    |    |    |    |    |    |    |    |    |    |    |    |    |    |    |    |    |    |    |    |    |    |    |    |    |    |    |    |
| ---------------- | -- | -- | -- | -- | -- | -- | -- | -- | -- | -- | -- | -- | -- | -- | -- | -- | -- | -- | -- | -- | -- | -- | -- | -- | -- | -- | -- | -- | -- | -- | -- | -- | -- | -- | -- | -- |
| Skënderbeu Korçë | 3  | 2  | 1  | 1  | 1  | 1  | 1  | 2  | 2  | 2  | 2  | 2  | 2  | 2  | 2  | 2  | 1  | 1  | 1  | 1  | 1  | 1  | 1  | 1  | 1  | 1  | 1  | 1  | 1  | 1  | 1  | 1  | 1  | 1  | 1  | 1  |
| Partizán         | 5  | 3  | 2  | 2  | 2  | 2  | 2  | 1  | 1  | 1  | 1  | 1  | 1  | 1  | 1  | 1  | 2  | 2  | 2  | 2  | 2  | 2  | 2  | 2  | 2  | 2  | 2  | 2  | 2  | 2  | 2  | 2  | 2  | 2  | 2  | 2  |
| Kukësi           | 1  | 6  | 3  | 4  | 3  | 4  | 3  | 3  | 3  | 3  | 3  | 5  | 5  | 4  | 4  | 3  | 3  | 5  | 4  | 5  | 5  | 5  | 5  | 5  | 3  | 3  | 3  | 3  | 3  | 3  | 3  | 3  | 3  | 3  | 3  | 3  |
| Teuta Durrës     | 3  | 1  | 4  | 3  | 5  | 3  | 4  | 4  | 4  | 4  | 4  | 3  | 3  | 3  | 3  | 4  | 4  | 3  | 5  | 4  | 4  | 4  | 4  | 3  | 4  | 4  | 4  | 4  | 4  | 4  | 4  | 4  | 4  | 4  | 4  | 4  |
| Tirana           | 2  | 3  | 5  | 6  | 6  | 6  | 5  | 5  | 5  | 5  | 5  | 4  | 4  | 5  | 5  | 5  | 5  | 4  | 3  | 3  | 3  | 3  | 3  | 4  | 5  | 5  | 5  | 5  | 5  | 5  | 5  | 5  | 5  | 5  | 5  | 5  |
| Vllaznia Shkodër | 8  | 9  | 10 | 10 | 10 | 9  | 8  | 8  | 9  | 9  | 10 | 10 | 9  | 9  | 10 | 8  | 9  | 8  | 7  | 7  | 7  | 9  | 8  | 9  | 7  | 7  | 7  | 7  | 7  | 7  | 6  | 7  | 7  | 6  | 6  | 6  |
| Laçi             | 5  | 7  | 6  | 4  | 4  | 5  | 6  | 6  | 6  | 6  | 6  | 6  | 6  | 6  | 6  | 6  | 6  | 6  | 6  | 6  | 6  | 6  | 6  | 6  | 6  | 6  | 6  | 6  | 6  | 6  | 7  | 6  | 6  | 7  | 7  | 7  |
| Flamurtari Vlorë | 8  | 8  | 8  | 7  | 7  | 7  | 7  | 7  | 7  | 7  | 7  | 7  | 7  | 7  | 8  | 9  | 7  | 7  | 8  | 8  | 8  | 7  | 7  | 7  | 8  | 8  | 8  | 8  | 8  | 8  | 8  | 8  | 8  | 8  | 8  | 8  |
| Bylis Ballsh     | 10 | 10 | 9  | 9  | 9  | 10 | 10 | 10 | 8  | 8  | 9  | 9  | 8  | 8  | 7  | 7  | 8  | 9  | 9  | 9  | 9  | 8  | 9  | 8  | 9  | 9  | 9  | 9  | 9  | 9  | 9  | 9  | 9  | 9  | 9  | 9  |
| Tërbuni Pukë     | 7  | 5  | 7  | 8  | 8  | 8  | 9  | 9  | 10 | 10 | 8  | 8  | 10 | 10 | 9  | 10 | 10 | 10 | 10 | 10 | 10 | 10 | 10 | 10 | 10 | 10 | 10 | 10 | 10 | 10 | 10 | 10 | 10 | 10 | 10 | 10 |

## Resultados
- Los horarios corresponden a la CET (Hora Central Europea) UTC+1 en horario estándar y UTC+2 en horario de verano.

### Primera vuelta
| Partizán         | 1 - 1 | Laçi             | Qemal Stafa    | 21 de agosto    | 20:00 |
| Flamurtari Vlorë | 0 - 1 | Teuta Durrës     | Loni Papuçiu   | 22 de agosto    | 17:00 |
| Tërbuni Pukë     | 1 - 2 | Tirana           | Ismail Xhemali | 23 de agosto    | 17:00 |
| Kukësi           | 2 - 0 | Bylis Ballsh     | Zeqir Ymeri    | 23 de agosto    | 17:00 |
| Vllaznia Shkodër | 0 - 1 | Skënderbeu Korçë | Ismail Xhemali | 9 de septiembre | 16:00 |

| Partizán         | 2 - 1 | Flamurtari Vlorë | Qemal Stafa | 28 de agosto | 20:00 |
| Laçi             | 1 - 1 | Tirana           | Kastrioti   | 29 de agosto | 17:00 |
| Skënderbeu Korçë | 1 - 0 | Kukësi           | Skënderbeu  | 29 de agosto | 20:00 |
| Teuta Durrës     | 2 - 0 | Vllaznia Shkodër | Niko Dovana | 29 de agosto | 20:00 |
| Bylis Ballsh     | 0 - 2 | Tërbuni Pukë     | Gjirokastër | 30 de agosto | 17:00 |

| Tërbuni Pukë     | 0 - 2 | Skënderbeu Korçë | Ismail Xhemali | 12 de septiembre | 13:00 |
| Kukësi           | 3 - 0 | Teuta Durrës     | Zeqir Ymeri    | 12 de septiembre | 16:00 |
| Tirana           | 0 - 0 | Bylis Ballsh     | Qemal Stafa    | 12 de septiembre | 19:00 |
| Flamurtari Vlorë | 0 - 0 | Laçi             | Shkumbini      | 13 de septiembre | 16:00 |
| Vllaznia Shkodër | 1 - 2 | Partizán         | Ismail Xhemali | 13 de septiembre | 16:00 |

| Teuta Durrës     | 3 - 1 | Tërbuni Pukë     | Niko Dovana | 19 de septiembre | 16:00 |
| Partizán         | 2 - 0 | Kukësi           | Qemal Stafa | 19 de septiembre | 19:00 |
| Laçi             | 3 - 1 | Bylis Ballsh     | Kastrioti   | 20 de septiembre | 16:00 |
| Flamurtari Vlorë | 2 - 0 | Vllaznia Shkodër | Flamurtari  | 20 de septiembre | 19:00 |
| Skënderbeu Korçë | 2 - 1 | Tirana           | Skënderbeu  | 21 de septiembre | 20:00 |

| Tërbuni Pukë     | 1 - 2 | Partizán         | Ismail Xhemali | 26 de septiembre | 13:00 |
| Bylis Ballsh     | 1 - 4 | Skënderbeu Korçë | Adush Muça     | 26 de septiembre | 16:00 |
| Tirana           | 2 - 0 | Teuta Durrës     | Qemal Stafa    | 26 de septiembre | 19:00 |
| Vllaznia Shkodër | 0 - 1 | Laçi             | Ismail Xhemali | 27 de septiembre | 13:00 |
| Kukësi           | 1 - 0 | Flamurtari Vlorë | Zeqir Ymeri    | 27 de septiembre | 16:00 |

| Vllaznia Shkodër | 1 - 1 | Kukësi           | Ismail Xhemali | 3 de octubre | 13:00 |
| Partizán         | 1 - 0 | Tirana           | Qemal Stafa    | 3 de octubre | 20:45 |
| Flamurtari Vlorë | 7 - 0 | Tërbuni Pukë     | Adush Muça     | 4 de octubre | 13:00 |
| Teuta Durrës     | 3 - 0 | Bylis Ballsh     | Niko Dovana    | 4 de octubre | 16:00 |
| Laçi             | 0 - 3 | Skënderbeu Korçë | Kastrioti      | 5 de octubre | 14:00 |

| Skënderbeu Korçë | 2 - 2 | Teuta Durrës     | Skënderbeu     | 16 de octubre | 18:00 |
| Tërbuni Pukë     | 0 - 3 | Vllaznia Shkodër | Ismail Xhemali | 17 de octubre | 14:00 |
| Bylis Ballsh     | 1 - 2 | Partizán         | Adush Muça     | 17 de octubre | 14:00 |
| Kukësi           | 1 - 0 | Laçi             | Zeqir Ymeri    | 17 de octubre | 14:00 |
| Tirana           | 1 - 1 | Flamurtari Vlorë | Qemal Stafa    | 17 de octubre | 17:00 |

| Kukësi           | 1 - 0 | Tërbuni Pukë     | Zeqir Ymeri    | 25 de octubre | 14:00 |
| Vllaznia Shkodër | 1 - 1 | Tirana           | Ismail Xhemali | 25 de octubre | 14:00 |
| Flamurtari Vlorë | 0 - 0 | Bylis Ballsh     | Flamurtari     | 25 de octubre | 14:00 |
| Laçi             | 2 - 2 | Teuta Durrës     | Niko Dovana    | 25 de octubre | 17:00 |
| Partizán         | 2 - 1 | Skënderbeu Korçë | Qemal Stafa    | 25 de octubre | 20:00 |

| Bylis Ballsh     | 3 - 1 | Vllaznia Shkodër | Adush Muça     | 31 de octubre  | 14:00 |
| Tërbuni Pukë     | 1 - 1 | Laçi             | Ismail Xhemali | 31 de octubre  | 15:00 |
| Skënderbeu Korçë | 2 - 0 | Flamurtari Vlorë | Skënderbeu     | 31 de octubre  | 18:00 |
| Tirana           | 2 - 1 | Kukësi           | Qemal Stafa    | 1 de noviembre | 15:00 |
| Teuta Durrës     | 0 - 1 | Partizán         | Niko Dovana    | 1 de noviembre | 18:00 |

### Segunda vuelta
| Tirana           | 3 - 0 | Tërbuni Pukë     | Qemal Stafa   | 7 de noviembre | 15:00 |
| Teuta Durrës     | 3 - 1 | Flamurtari Vlorë | Niko Dovana   | 7 de noviembre | 18:00 |
| Bylis Ballsh     | 1 - 1 | Kukësi           | Adush Muça    | 8 de noviembre | 14:00 |
| Laçi             | 2 - 3 | Partizán         | Elbasan Arena | 8 de noviembre | 14:00 |
| Skënderbeu Korçë | 3 - 1 | Vllaznia Shkodër | Skënderbeu    | 8 de noviembre | 18:00 |

| Tërbuni Pukë     | 4 - 2 | Bylis Ballsh     | Ismail Xhemali | 18 de noviembre | 15:00 |
| Vllaznia Shkodër | 0 - 1 | Teuta Durrës     | Reshit Rusi    | 18 de noviembre | 15:00 |
| Flamurtari Vlorë | 0 - 0 | Partizán         | Flamurtari     | 18 de noviembre | 18:00 |
| Kukësi           | 2 - 1 | Skënderbeu Korçë | Zeqir Ymeri    | 19 de noviembre | 15:00 |
| Tirana           | 0 - 0 | Laçi             | Qemal Stafa    | 19 de noviembre | 17:00 |

| Skënderbeu Korçë | 4 - 0 | Tërbuni Pukë     | Skënderbeu  | 22 de noviembre | 17:00 |
| Laçi             | 2 - 1 | Flamurtari Vlorë | Laçi        | 23 de noviembre | 15:00 |
| Bylis Ballsh     | 0 - 1 | Tirana           | Adush Muça  | 23 de noviembre | 15:00 |
| Partizán         | 1 - 0 | Vllaznia Shkodër | Qemal Stafa | 23 de noviembre | 18:00 |
| Teuta Durrës     | 1 - 0 | Kukësi           | Niko Dovana | 23 de noviembre | 18:00 |

| Kukësi           | 0 - 1 | Partizán         | Zeqir Ymeri     | 28 de noviembre | 14:00 |
| Tërbuni Pukë     | 0 - 1 | Teuta Durrës     | Ismail Xhemali  | 28 de noviembre | 14:00 |
| Bylis Ballsh     | 1 - 0 | Laçi             | Adush Muça      | 28 de noviembre | 14:00 |
| Vllaznia Shkodër | 4 - 0 | Flamurtari Vlorë | Reshit Rusi     | 28 de noviembre | 14:00 |
| Tirana           | 1 - 2 | Skënderbeu Korçë | Selman Stërmasi | 30 de noviembre | 15:00 |

| Flamurtari Vlorë | 0 - 1 | Kukësi           | Flamurtari  | 2 de diciembre | 14:00 |
| Laçi             | 2 - 0 | Vllaznia Shkodër | Laçi        | 2 de diciembre | 15:00 |
| Partizán         | 4 - 0 | Tërbuni Pukë     | Qemal Stafa | 2 de diciembre | 18:00 |
| Teuta Durrës     | 0 - 0 | Tirana           | Niko Dovana | 3 de diciembre | 18:00 |
| Skënderbeu Korçë | 4 - 0 | Bylis Ballsh     | Skënderbeu  | 3 de diciembre | 18:00 |

| Kukësi           | 1 - 0 | Vllaznia Shkodër | Zeqir Ymeri     | 6 de diciembre | 14:00 |
| Tërbuni Pukë     | 1 - 0 | Flamurtari Vlorë | Ismail Xhemali  | 6 de diciembre | 14:00 |
| Skënderbeu Korçë | 4 - 0 | Laçi             | Skënderbeu      | 6 de diciembre | 17:00 |
| Bylis Ballsh     | 2 - 1 | Teuta Durrës     | Adush Muça      | 7 de diciembre | 14:00 |
| Tirana           | 0 - 0 | Partizán         | Selman Stërmasi | 7 de diciembre | 15:00 |

| Laçi             | 1 - 1 | Kukësi           | Laçi        | 12 de diciembre | 15:00 |
| Vllaznia Shkodër | 2 - 0 | Tërbuni Pukë     | Reshit Rusi | 12 de diciembre | 15:00 |
| Partizán         | 1 - 1 | Bylis Ballsh     | Qemal Stafa | 12 de diciembre | 18:00 |
| Flamurtari Vlorë | 0 - 2 | Tirana           | Flamurtari  | 13 de diciembre | 15:00 |
| Teuta Durrës     | 0 - 1 | Skënderbeu Korçë | Niko Dovana | 13 de diciembre | 18:00 |

| Teuta Durrës     | 0 - 1 | Laçi             | Niko Dovana     | 18 de diciembre | 15:00 |
| Tërbuni Pukë     | 1 - 1 | Kukësi           | Ismail Xhemali  | 19 de diciembre | 14:00 |
| Bylis Ballsh     | 2 - 3 | Flamurtari Vlorë | Adush Muça      | 19 de diciembre | 14:00 |
| Tirana           | 0 - 0 | Vllaznia Shkodër | Selman Stërmasi | 19 de diciembre | 14:00 |
| Skënderbeu Korçë | 1 - 0 | Partizán         | Skënderbeu      | 19 de diciembre | 17:00 |

| Vllaznia Shkodër | 3 - 2 | Bylis Ballsh     | Reshit Rusi | 23 de diciembre | 14:00 |
| Kukësi           | 0 - 1 | Tirana           | Zeqir Ymeri | 23 de diciembre | 14:00 |
| Laçi             | 4 - 0 | Tërbuni Pukë     | Laçi        | 23 de diciembre | 14:00 |
| Partizán         | 0 - 1 | Teuta Durrës     | Qemal Stafa | 23 de diciembre | 17:00 |
| Flamurtari Vlorë | 3 - 1 | Skënderbeu Korçë | Flamurtari  | 23 de diciembre | 17:00 |

### Tercera vuelta
| Tërbuni Pukë     | 1 - 3 | Tirana           | Ismail Xhemali | 30 de enero | 14:00 |
| Vllaznia Shkodër | 1 - 0 | Skënderbeu Korçë | Reshit Rusi    | 30 de enero | 14:00 |
| Partizán         | 2 - 0 | Laçi             | Qemal Stafa    | 30 de enero | 17:00 |
| Kukësi           | 3 - 0 | Bylis Ballsh     | Zeqir Ymeri    | 31 de enero | 14:00 |
| Flamurtari Vlorë | 1 - 0 | Teuta Durrës     | Flamurtari     | 31 de enero | 17:00 |

| Bylis Ballsh     | 4 - 0 | Tërbuni Pukë     | Adush Muça  | 6 de febrero | 14:00 |
| Partizán         | 1 - 1 | Flamurtari Vlorë | Qemal Stafa | 6 de febrero | 17:00 |
| Skënderbeu Korçë | 3 - 1 | Kukësi           | Skënderbeu  | 7 de febrero | 13:00 |
| Laçi             | 0 - 3 | Tirana           | Laçi        | 7 de febrero | 13:00 |
| Teuta Durrës     | 1 - 0 | Vllaznia Shkodër | Niko Dovana | 7 de febrero | 16:00 |

| Tërbuni Pukë     | 1 - 3 | Skënderbeu Korçë | Qemal Stafa     | 13 de febrero | 13:00 |
| Vllaznia Shkodër | 1 - 1 | Partizán         | Reshit Rusi     | 13 de febrero | 13:00 |
| Tirana           | 2 - 0 | Bylis Ballsh     | Selman Stërmasi | 13 de febrero | 13:00 |
| Kukësi           | 2 - 2 | Teuta Durrës     | Zeqir Ymeri     | 13 de febrero | 13:00 |
| Flamurtari Vlorë | 0 - 1 | Laçi             | Flamurtari      | 13 de febrero | 16:00 |

| Teuta Durrës     | 2 - 1 | Tërbuni Pukë     | Niko Dovana | 21 de febrero | 14:00 |
| Laçi             | 0 - 1 | Bylis Ballsh     | Laçi        | 21 de febrero | 14:00 |
| Flamurtari Vlorë | 2 - 0 | Vllaznia Shkodër | Flamurtari  | 21 de febrero | 17:00 |
| Partizán         | 1 - 0 | Kukësi           | Qemal Stafa | 22 de febrero | 18:00 |
| Skënderbeu Korçë | 1 - 0 | Tirana           | Skënderbeu  | 22 de febrero | 18:00 |

| Tirana           | 0 - 0 | Teuta Durrës     | Selman Stërmasi | 27 de febrero | 13:30 |
| Tërbuni Pukë     | 0 - 0 | Partizán         | Ismail Xhemali  | 27 de febrero | 13:30 |
| Vllaznia Shkodër | 0 - 0 | Laçi             | Reshit Rusi     | 27 de febrero | 13:30 |
| Kukësi           | 4 - 0 | Flamurtari Vlorë | Zeqir Ymeri     | 27 de febrero | 13:30 |
| Bylis Ballsh     | 1 - 1 | Skënderbeu Korçë | Adush Muça      | 28 de febrero | 14:00 |

| Partizán         | 2 - 0 | Tirana           | Qemal Stafa | 4 de marzo | 19:00 |
| Vllaznia Shkodër | 1 - 2 | Kukësi           | Reshit Rusi | 5 de marzo | 14:00 |
| Teuta Durrës     | 1 - 0 | Bylis Ballsh     | Niko Dovana | 5 de marzo | 14:00 |
| Laçi             | 0 - 2 | Skënderbeu Korçë | Laçi        | 5 de marzo | 14:00 |
| Flamurtari Vlorë | 1 - 1 | Tërbuni Pukë     | Flamurtari  | 5 de marzo | 17:00 |

| Tirana           | 0 - 0 | Flamurtari Vlorë | Selman Stërmasi | 9 de marzo | 14:00 |
| Tërbuni Pukë     | 0 - 4 | Vllaznia Shkodër | Ismail Xhemali  | 9 de marzo | 14:00 |
| Bylis Ballsh     | 0 - 2 | Partizán         | Adush Muça      | 9 de marzo | 14:00 |
| Kukësi           | 1 - 0 | Laçi             | Zeqir Ymeri     | 9 de marzo | 14:00 |
| Skënderbeu Korçë | 1 - 0 | Teuta Durrës     | Skënderbeu      | 9 de marzo | 17:00 |

| Vllaznia Shkodër | 3 - 1 | Tirana           | Reshit Rusi | 13 de marzo | 13:00 |
| Laçi             | 1 - 2 | Teuta Durrës     | Laçi        | 13 de marzo | 13:00 |
| Kukësi           | 1 - 0 | Tërbuni Pukë     | Zeqir Ymeri | 13 de marzo | 13:00 |
| Flamurtari Vlorë | 0 - 0 | Bylis Ballsh     | Flamurtari  | 13 de marzo | 16:00 |
| Partizán         | 1 - 1 | Skënderbeu Korçë | Qemal Stafa | 14 de marzo | 19:00 |

| Tërbuni Pukë     | 1 - 1 | Laçi             | Ismail Xhemali  | 19 de marzo | 14:00 |
| Bylis Ballsh     | 0 - 1 | Vllaznia Shkodër | Adush Muça      | 20 de marzo | 15:00 |
| Tirana           | 1 - 1 | Kukësi           | Selman Stërmasi | 20 de marzo | 18:00 |
| Skënderbeu Korçë | 5 - 1 | Flamurtari Vlorë | Skënderbeu      | 20 de marzo | 18:00 |
| Teuta Durrës     | 0 - 2 | Partizán         | Niko Dovana     | 20 de marzo | 18:00 |

### Cuarta vuelta
| Laçi             | 0 - 0 | Partizán         | Laçi            | 2 de abril | 16:00 |
| Bylis Ballsh     | 0 - 2 | Kukësi           | Adush Muça      | 2 de abril | 16:00 |
| Skënderbeu Korçë | 2 - 1 | Vllaznia Shkodër | Skënderbeu      | 2 de abril | 19:00 |
| Teuta Durrës     | 1 - 1 | Flamurtari Vlorë | Niko Dovana     | 2 de abril | 19:00 |
| Tirana           | 3 - 0 | Tërbuni Pukë     | Selman Stërmasi | 3 de abril | 19:00 |

| Tërbuni Pukë     | 0 - 1 | Bylis Ballsh     | Ismail Xhemali  | 9 de abril  | 16:00 |
| Vllaznia Shkodër | 0 - 2 | Teuta Durrës     | Reshit Rusi     | 9 de abril  | 16:00 |
| Kukësi           | 1 - 0 | Skënderbeu Korçë | Zeqir Ymeri     | 10 de abril | 16:00 |
| Tirana           | 1 - 0 | Laçi             | Selman Stërmasi | 10 de abril | 19:00 |
| Flamurtari Vlorë | 1 - 1 | Partizán         | Flamurtari      | 10 de abril | 19:00 |

| Laçi             | 1 - 2 | Flamurtari Vlorë | Brian Filipi | 16 de abril | 16:00 |
| Teuta Durrës     | 0 - 0 | Kukësi           | Niko Dovana  | 16 de abril | 19:00 |
| Skënderbeu Korçë | 2 - 3 | Tërbuni Pukë     | Skënderbeu   | 16 de abril | 19:00 |
| Bylis Ballsh     | 0 - 0 | Tirana           | Adush Muça   | 17 de abril | 16:00 |
| Partizán         | 3 - 0 | Vllaznia Shkodër | Qemal Stafa  | 17 de abril | 19:00 |

| Vllaznia Shkodër | 2 - 1 | Flamurtari Vlorë | Reshit Rusi     | 25 de abril | 16:00 |
| Kukësi           | 0 - 1 | Partizán         | Zeqir Ymeri     | 25 de abril | 16:00 |
| Tërbuni Pukë     | 1 - 4 | Teuta Durrës     | Ismail Xhemali  | 25 de abril | 16:00 |
| Bylis Ballsh     | 1 - 0 | Laçi             | Adush Muça      | 25 de abril | 16:00 |
| Tirana           | 0 - 1 | Skënderbeu Korçë | Selman Stërmasi | 25 de abril | 19:30 |

| Flamurtari Vlorë | 0 - 1 | Kukësi           | Flamurtari  | 29 de abril | 19:00 |
| Teuta Durrës     | 0 - 0 | Tirana           | Niko Dovana | 29 de abril | 19:00 |
| Partizán         | 4 - 0 | Tërbuni Pukë     | Qemal Stafa | 30 de abril | 16:00 |
| Skënderbeu Korçë | 3 - 0 | Bylis Ballsh     | Skënderbeu  | 30 de abril | 19:00 |
| Laçi             | 3 - 2 | Vllaznia Shkodër | Laçi        | 30 de abril | 19:00 |

| Bylis Ballsh     | 0 - 1 | Teuta Durrës     | Adush Muça      | 4 de mayo | 15:30 |
| Kukësi           | 0 - 0 | Vllaznia Shkodër | Zeqir Ymeri     | 4 de mayo | 15:30 |
| Skënderbeu Korçë | 6 - 1 | Laçi             | Skënderbeu      | 4 de mayo | 15:30 |
| Tërbuni Pukë     | 0 - 2 | Flamurtari Vlorë | Ismail Xhemali  | 4 de mayo | 15:30 |
| Tirana           | 2 - 2 | Partizán         | Selman Stërmasi | 4 de mayo | 18:30 |

| Laçi             | 1 - 1 | Kukësi           | Laçi        | 8 de mayo | 16:00 |
| Vllaznia Shkodër | 2 - 0 | Tërbuni Pukë     | Reshit Rusi | 8 de mayo | 16:00 |
| Flamurtari Vlorë | 2 - 1 | Tirana           | Flamurtari  | 8 de mayo | 19:00 |
| Partizán         | 1 - 2 | Bylis Ballsh     | Qemal Stafa | 8 de mayo | 19:00 |
| Teuta Durrës     | 1 - 1 | Skënderbeu Korçë | Niko Dovana | 8 de mayo | 19:00 |

| Skënderbeu Korçë | 0 - 1 | Partizán         | Skënderbeu      | 13 de mayo | 19:00 |
| Bylis Ballsh     | 0 - 0 | Flamurtari Vlorë | Adush Muça      | 14 de mayo | 17:30 |
| Tërbuni Pukë     | 1 - 2 | Kukësi           | Ismail Xhemali  | 14 de mayo | 17:30 |
| Teuta Durrës     | 3 - 0 | Laçi             | Niko Dovana     | 14 de mayo | 17:30 |
| Tirana           | 1 - 0 | Vllaznia Shkodër | Selman Stërmasi | 14 de mayo | 17:30 |

| Flamurtari Vlorë | 0 - 2 | Skënderbeu Korçë | Flamurtari  | 18 de mayo | 17:00 |
| Kukësi           | 2 - 1 | Tirana           | Zeqir Ymeri | 18 de mayo | 17:00 |
| Laçi             | 0 - 0 | Tërbuni Pukë     | Laçi        | 18 de mayo | 17:00 |
| Partizán         | 1 - 2 | Teuta Durrës     | Qemal Stafa | 18 de mayo | 17:00 |
| Vllaznia Shkodër | 1 - 0 | Bylis Ballsh     | Reshit Rusi | 18 de mayo | 17:00 |

| 1. |

## Estadísticas

### Máximos goleadores
| Jugador                                   | Equipo                  | Goles | Partidos | Media | Penal |
| ----------------------------------------- | ----------------------- | ----- | -------- | ----- | ----- |
| Hamdi Salihi                              | Skënderbeu Korçë        | 27    | 30       | 0.9   | 7     |
| Xhevahir Sukaj                            | Partizán                | 21    | 31       | 0.68  | 3     |
| Segun Adeniyi                             | Laçi / Skënderbeu Korçë | 15    | 34       | 0.44  | 2     |
| Elis Bakaj                                | Tirana                  | 14    | 27       | 0.52  | 1     |
| Izair Emini                               | Kukësi                  | 10    | 18       | 0.56  | 0     |
| Peter Olayinka                            | Skënderbeu Korçë        | 10    | 18       | 0.56  | 0     |
| Artur Magani                              | Teuta Durrës            | 9     | 35       | 0.26  | 0     |
| Mateus                                    | Kukësi                  | 7     | 27       | 0.26  | 0     |
| Ardit Hoxhaj                              | Bylis Ballsh            | 7     | 31       | 0.23  | 0     |
| Emiljano Musta                            | Teuta Durrës            | 7     | 31       | 0.23  | 0     |
| Última actualización: 6 de agosto de 2017 |                         |       |          |       |       |